# エマ・ハーディング・ブリテン

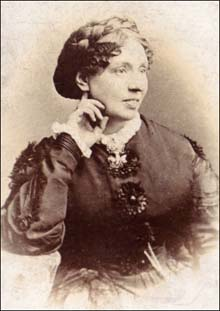
エマ・ハーディング・ブリテン

エマ・ハーディング・ブリテン（Emma Hardinge Britten,1823年5月2日 - 1899年10月2日）は、イギリスの霊媒兼作家、編集者、音楽家。精力的な講演活動や出版でスピリチュアリズムの普及に大きく貢献した。
幼い頃から音楽の才能があり、劇場にも出演し、11歳で人に教えるほどだった。宗教的にはオルペウス教の結社などに親しんで育ち、スピリチュアリストとして活動するようになってからも古代のシンボルや秘儀に関する発言がみられる。また、子供の頃に夢遊病でメスメリズムによる「磁気治療」を受けたことがあり、これは後のスピリチュアリズム信奉の基礎になったという。

## スピリチュアリズムとの出会い
直接のきっかけとなった事件は1856年に起こった。エマは米国の劇場に出演するため、母と共に汽船「パシフィック号」に乗って海を渡った。船旅の間に母子は乗務員たちとすっかり親しくなった。
後日、エマはパシフィック号が運んでくる予定の小荷物を受け取りに港に行ったが、「嵐のため船の到着が遅れている」と知らされ、手ぶらで宿に帰った。その晩エマは霊の存在を感じて驚き、母に相談した。すでにハイズビル事件を知っていた母はテーブルの上にアルファベットを書いた紙を置き、エマに霊と交信させた。
得られたメッセージは、

「パシフィック号のフィリップ・スミスだ。エマ、私が死んだことを知らせに来た。パシフィック号は遭難して、乗員は全員死亡した。船と乗員の行方については、今後いっさい何の手がかりも得られないだろう」

というものだった。エマはメッセージを疑ったまま眠れぬ一夜を過ごし、翌朝霊媒のケロッグ夫人のところに行ってみた。夫人はエマに会うなりトランス状態になり、同じメッセージを語った。パシフィック号の遭難は後に確認されたという。
この事件の後、エマはスピリチュアリズム運動に身を投じ、霊媒能力とパフォーマンスの才能を生かして積極的に交霊会や講演旅行を行った。なお一時期、神智学の創始者ヘレナ・ブラヴァツキー夫人（1831-1891）にも接近するが、すぐに疎遠になっている。

## 英国への帰還
やがて米国の保守的な地域を中心にスピリチュアリズムに対する反対運動が起き、嫌がらせや脅迫で危険を感じた母の勧めで英国に戻った。以後も著作、編集、講演などの活動を続け、特にエマがマンチェスターで創刊した、労働者向けの1ペニー紙「Two Worlds」はその率直で魅力的、かつ激しい論戦を辞さない内容が好評だった。
※後にモーリス・バーバネルも「Two Worlds」の主筆をつとめた。現在はトニー・オーツセン主筆で刊行されている。
1890年には数多いスピリチュアリスト・チャーチの連帯を目指してNational Spiritualists' Federation（後のSpiritualist's National Union, SNU）を創設。旗印として掲げられた7ヶ条は、エマが理想的社会主義哲学者のロバート・オウエンから自動書記で得たものであるという。

## 年譜
- 1823年、フロイド・ハーディング提督の娘として生まれる。
- 1856年、母と渡米。霊媒ケイト・フォックスやエイダ・ホイトに会い、米国・カナダ・ニュージーランドなどに講演旅行をする。
- 1866年、英国に戻る。「Extemporaneous Addresses」出版。
- 1870年、ブリテン博士と結婚。「Modern American Spiritualism」出版。
- 1872年、「The Western Star」創刊。
- 1876年、「Art Magic」および 「Ghost Land」出版。
- 1884年、「Nineteenth Century Miracles」出版。
- 1887年、「Two Worlds」創刊。5年間主筆をつとめる。
- 1890年、SNU創立を呼びかけ。
- 1892年、「The Unseen Universe」創刊。
- 1896年、「Faith, Fact and Fraud of Religious History」出版。
- 1899年、死去。